# NIS+
NIS+ — служба каталогов, разработанная корпорацией Sun Microsystems для замены Network Information Service (NIS). NIS+ не требует дублирования конфигурационных файлов, вместо этого используется центральный репозиторий на главном сервере, что упрощает администрирование. NIS+ была портирована с Solaris на другие Unix-подобные системы, в том числе Linux.

## Введение в NIS+
NIS+ расшифровывается как Network Information Service Plus. Он был разработан на смену NIS, и является сервисом имен в ОС Solaris по умолчанию. NIS+ может предоставлять ограниченную поддержку для NIS клиентов посредством работы в режиме YP-совместимости. NIS+ в основном был разработан для преодоления проблем, которые не решались с помощью NIS.
Важно заметить, что на самом деле нет особой связи между NIS+ и NIS. Совокупность команд и общая структура NIS+ отличаются от NIS. Синтаксис команд в NIS+ также другой, нежели в NIS. NIS+ был разработан «с нуля».
В NIS+ выше уровень секретности за счет использования дополнительного метода авторизации. Пользователи все еще будут иметь стандартный LOGIN PASSWORD, который дает им вход в систему. Кроме того, они также будут иметь SECURE RPC PASSWORD или NETWORK PASSWORD.(Network пароли хранятся в виде зашифрованных записей в NIS+ таблице, называемой 'cred' и называются 'мандатами' или 'credentials'). Этот новый пароль необходим для фактического доступа к NIS+ и именно он обеспечивает новый уровень секретности.
Обычно пользовательские LOGIN PASSWORD и NETWORK PASSWORD совпадают, и пользователь будет автоматически иметь доступ ко всем функциональностям NIS+ после входа в систему. Однако, если они разные, то пользователь будет должен исполнить команду KEYLOGIN и ввести свой NETWORK PASSWORD, чтобы получить доступ к NIS+.
Имеется огромное количество программ, связанных с NIS+. Наиболее важные рассматриваются в этом документе. Для более подробного и детального ознакомления с командами относящимися к NIS+, читайте ANSWERBOOK или Man.
Из специально упомянутых — NIS+ демоны:
RPC.NISD и NIS_CACHEMGR это стандартные NIS+ демоны. Они должны исполняться на каждом NIS+ сервере и клиенте.

## Проблема с управлением сетью
В 1970-х, когда компьютеры были дорогими, а сети состояли из нескольких машин, они не требовали централизованной системы для администрирования. Но как только компьютеры подешевели, сети стали расти. Стало во много раз труднее поддерживать отдельные копии сетевых конфигураций на каждой из машин в сети.
Для примера, если в сеть добавлялся новый пользователь или компьютер, приходилось обновлять следующие файлы на каждом из уже существующих в сети компьютерах:
| Файл        | Примерное содержание                        | Инфо                                  |
| ----------- | ------------------------------------------- | ------------------------------------- |
| /etc/passwd | numiri:x:37:4:Sebastian Nguyen:/home/numiri | имя пользователя, домашний каталог, … |
| /etc/shadow | numiri:1AD3ioUMlkj234k:                     | зашифрованный пароль                  |
| /etc/group  | student:4:                                  | роль доступа пользователя             |
| /etc/hosts  | 192.168.1.25 colossus                       | компьютер в сети                      |

Если в сети из 20 машин появлялся новый пользователь, то администратору приходилось изменять все 5 файлов на 21 компьютере или 105 файлов всего. С NIS+ добавление пользователя или компьютера в сеть повлечет только изменения в таблицах NIS+ сервера и в прописывании у нового компьютера пути до NIS+ сервера.

## Основы NIS+ Объектов
NIS+ объекты — это структурные элементы, используемые для построения и определения NIS+ пространства. Имеется 5 основных объектов NIS+. Объекты всегда отделяются точками.
Объекты-каталоги: Похожи на систему каталогов UNIX тем, что они могут содержать один или более объектов таких, как: таблицы, группы, отдельные записи (entry) или ссылки. Объекты-каталоги составляют перевёрнутую древовидную структуру, в которой корневой (root) домен находится наверху, а ветви поддоменов располагаются по направлению к низу. Они используются для разделения пространства NIS+ на различные части. Каждый главный объект-каталог будет содержать доменовые объекты-каталоги org_dir и groups_dir. Org_dir содержит объекты-таблицы для данного домена, groups_dir содержит объекты административной группы NIS+.
Пример объекта-каталога:
```
Sun.Com.
org_dir.Sun.Com.
groups_dir.Sun.Com.
```

Объекты-таблицы: Подобны NIS таблицам (maps). В них хранится различная информация о сети. Таблицы могут содержать ноль или более объектов-записей. Имеется 17 предопределённых объектов-таблиц. Таблицы могут администрироваться с помощью команд 'nistbladm' или 'nisaddent'. Объекты-записи формируют строки в таблице (ряды).
Пример объекта-таблицы:
```
Passwd.org_dir.Sun.Com.
Hosts.org_dir.Sun.Com.
```

Пример объекта-записи:
```
[name=user1],passwd.org_dir.Sun.Com.
```

Объекты-группы: Это группы пользователей-администраторов пространства NIS+. Они предоставляют права на модификацию объектов NIS+ на групповом принципе. Администрируются группы с помощью команды 'nisgrpadm'.
Пример объекта-группы:
```
admin.groups_dir.Sun.Com.
```

Объекты-ссылки: Это указатели на другие объекты. Они подобны символическим ссылкам в файловой системе. Обычно указывают на таблицу или запись в таблице. Администрируются с помощью команды 'nisln'.